# Proliga (damer)
Proliga är den högsta ligan i volleyboll i Indonesien och vinnaren blir indonesisk mästare. Ligan har funnits sedan 2002.

## Resultat per säsong[1]
| Säsong               | Podium                     | Podium                     | Podium                     |
| Mästare              | Tvåa                       | Trea                       |                            |
| -------------------- | -------------------------- | -------------------------- | -------------------------- |
| 2002 mer information | Jakarta Monas Bank DKI     | Gresik Petrokimia VC       | Jakarta BNI 46             |
| 2003 mer information | Bandung Bank BJB Pakuan VB | Gresik Petrokimia VC       | Jakarta Monas Bank DKI     |
| 2004 mer information | Jakarta Elektrik PLN       | Jakarta Monas Bank DKI     | Bandung Bank BJB Pakuan VB |
| 2005 mer information | Jakarta BNI 46             | Jakarta Elektrik PLN       | Bandung Bank BJB Pakuan VB |
| 2006 mer information | Bandung Bank BJB Pakuan VB | Gresik Petrokimia VC       | Jakarta BNI 46             |
| 2007 mer information | Surabaya Bank Jatim        | Gresik Petrokimia VC       | Jakarta Elektrik PLN       |
| 2008 mer information | Surabaya Bank Jatim        | Jakarta Elektrik PLN       | Jakarta BNI 46             |
| 2009 mer information | Jakarta Elektrik PLN       | Surabaya Bank Jatim        | Jakarta BNI 46             |
| 2010 mer information | Jakarta BNI 46             | Jakarta Elektrik PLN       | Gresik Petrokimia VC       |
| 2011 mer information | Jakarta Elektrik PLN       | Jakarta Popsivo            | Gresik Petrokimia VC       |
| 2012 mer information | Jakarta Popsivo            | Jakarta Elektrik PLN       | Bontang LNG Badak          |
| 2013 mer information | Jakarta Popsivo            | Manokwari Valeria          | Gresik Petrokimia VC       |
| 2014 mer information | Jakarta Pertamina Energi   | Manokwari Valeria          | Jakarta Popsivo            |
| 2015 mer information | Jakarta Elektrik PLN       | Jakarta Popsivo            | Jakarta Pertamina Energi   |
| 2016 mer information | Jakarta Elektrik PLN       | Jakarta Pertamina Energi   | Gresik Petrokimia VC       |
| 2017 mer information | Jakarta Elektrik PLN       | Jakarta Pertamina Energi   | Jakarta Popsivo            |
| 2018 mer information | Jakarta Pertamina Energi   | Bandung Bank BJB Pakuan VB | Jakarta Elektrik PLN       |
| 2019 mer information | Jakarta Popsivo            | Jakarta Pertamina Energi   | Jakarta BNI 46             |
| 2020 mer information | Ej utsedd                  | Ej utsedd                  | Ej utsedd                  |
| 2021 mer information | Ej utsedd                  | Ej utsedd                  | Ej utsedd                  |
| 2022 mer information | Bandung BJB Tandama        | Gresik Petrokimia VC       | Jakarta Popsivo            |

## Resultat per lag
| Lag                      | Antal titlar | Vunna säsonger                     |
| ------------------------ | ------------ | ---------------------------------- |
| Jakarta Elektrik PLN     | 6            | 2004, 2009, 2011, 2015, 2016, 2017 |
| Jakarta Popsivo          | 3            | 2012, 2013, 2019                   |
| Bandung BJB Tandama      | 3            | 2003, 2006, 2022                   |
| Surabaya Bank Jatim      | 2            | 2007, 2008                         |
| Jakarta BNI 46           | 2            | 2005, 2010                         |
| Jakarta Pertamina Energi | 2            | 2014, 2018                         |
| Jakarta Monas Bank DKI   | 1            | 2002                               |